# Borjabad
Borjabad est une commune espagnole de la province de Soria en Castille-et-León.

## Économie
Les principales activités économiques de Borjabad sont :
- Agriculture
- Élevage